# Parc national des Glaciers
Vous lisez un « bon article » labellisé en 2011.
Pour les articles homonymes, voir Parc national de Glacier (homonymie).
Le parc national des Glaciers (anglais : Glacier National Park) est un parc national de Colombie-Britannique (Canada), situé à 450 kilomètres au nord-est de Vancouver, au cœur de la chaîne Columbia.
Ce parc de 1 349 km2 a été constitué le 10 octobre 1886, à la suite de la construction du premier chemin de fer transcontinental au Canada, le Canadien Pacifique. On y aménagea des sentiers et un hôtel pour y attirer les touristes venus admirer la chaîne Selkirk ainsi que le glacier Illecillewaet. Il est considéré comme le berceau de l'alpinisme et de la glaciologie en Amérique du Nord. Cependant, la construction du tunnel Connaught en 1916 provoqua le déclin du tourisme et la fermeture de la plupart de ses infrastructures. La construction dans le parc de la route Transcanadienne, inaugurée en 1962, y réintroduisit le tourisme de masse. Administré par l'agence Parcs Canada, il est visité par plus de 640 000 personnes par an.

## Toponymie
Le nom du parc fait référence au glacier Illecillewaet (surnommé « Great Glacier » au XIXe siècle). C'était aussi le nom de l'ancien hôtel Glacier House, ouvert la même année que le parc. La forme française « parc national des Glaciers » fut adoptée en 1987 par Parcs Canada.

## Géographie

### Localisation

Carte du parc national des Glaciers

D'une superficie de 1 349 km2, le parc national est situé sur la route Transcanadienne (Route 1) à 171 kilomètres à l'est de Salmon Arm et à 239 kilomètres à l'ouest de Canmore (Alberta). Administrativement, il est localisé dans le district régioNal de Columbia-Shuswap.

### Relief et hydrographie
Le parc est situé dans le nord de la chaîne Selkirk, une subdivision de la chaîne Columbia et il marque, par le col Rogers, la séparation entre le chaînon Hermit au nord et le chaînon Sir Donald au sud. La partie méridionale du parc comprend aussi les chaînons Dawson, The Bishops et Purity. La partie du parc à l'est de la rivière Beaver est quant à elle située dans la chaîne Purcell. L'altitude du parc varie de 830 mètres dans le fond de la vallée de la rivière Beaver à 3 377 mètres au sommet du mont Dawson.
Le parc comprend d'importantes vallées glaciaires, dont celle de la rivière Beaver à l'est et celle de l'Illecillewaet, où passe la route Transcanadienne, à l'ouest. Ces vallées sont rejointes par plusieurs cols, dont le plus bas est le col Rogers (1 330 mètres). Les zones ripariennes ne couvrent que 0,6 % du parc. Toutes les rivières s'écoulent vers le fleuve Columbia.

### Géologie

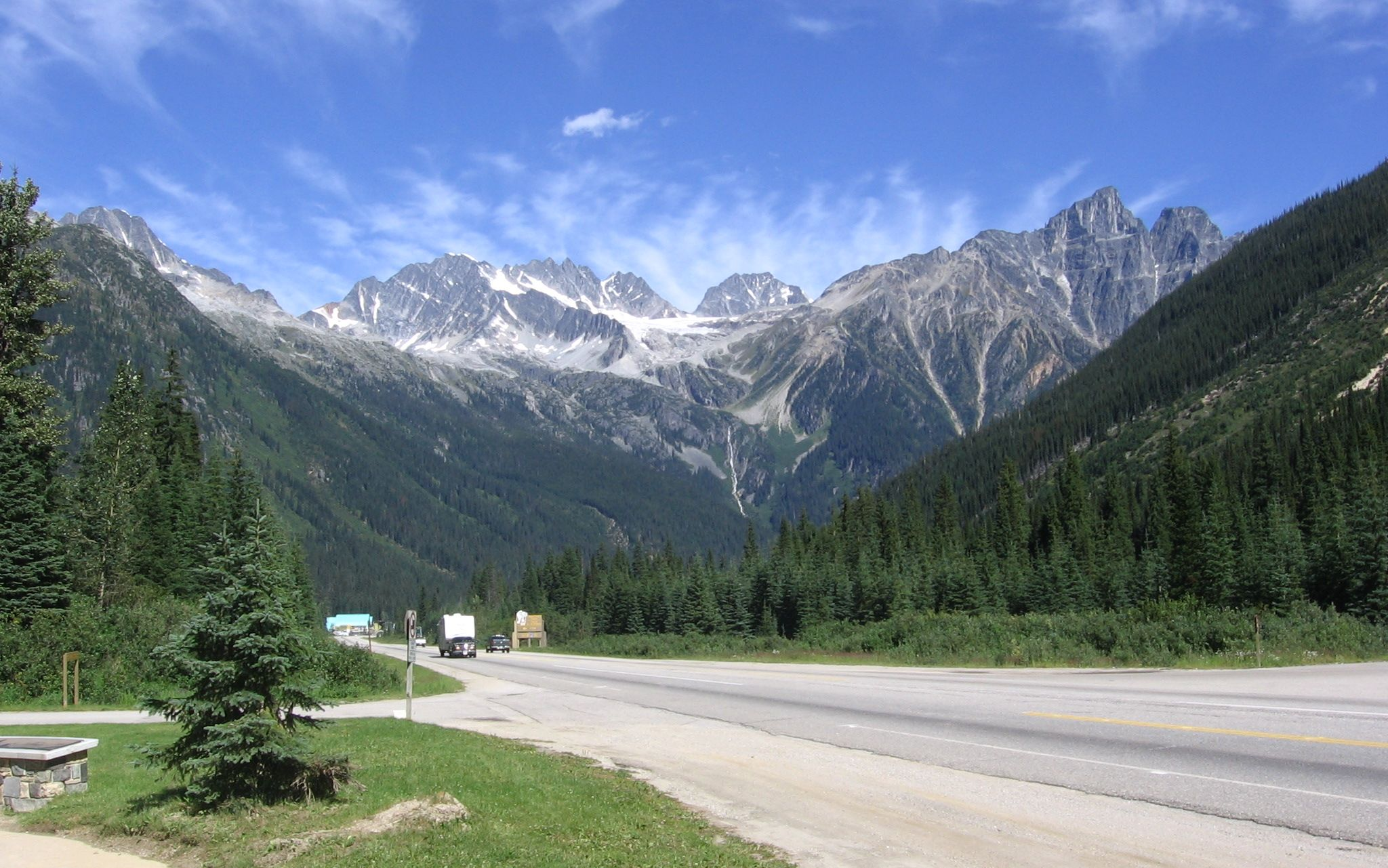
Le chaînon Hermit vu du col Rogers.

Contrairement aux montagnes Rocheuses, composées en majorité de roches sédimentaires, la chaîne Columbia est composée de roches métamorphiques apparues il y a environ 180 millions d'années. La chaîne a été formée par l'accrétion le long de la plaque nord-américaine de terranes qui ont créé les chaînes Omineca, des Cassiars et Columbia. Elles sont plus vieilles que les Rocheuses canadiennes, qui se sont formées par un chevauchement survenu il y a environ 100 millions d'années.
La chaîne Purcell est principalement composée d'ardoise. Les principaux sommets de la chaîne Selkirk au centre du parc sont formés de quartzite. L'extrémité ouest du parc est constituée d'ardoise et de schiste. On retrouve finalement une formation calcaire près du ruisseau Couguar, qui a participé à l'apparition d'un karst. On y trouve notamment des dolines ainsi que les cavernes Namiku, un réseau de cavernes de six kilomètres.

### Glaciers

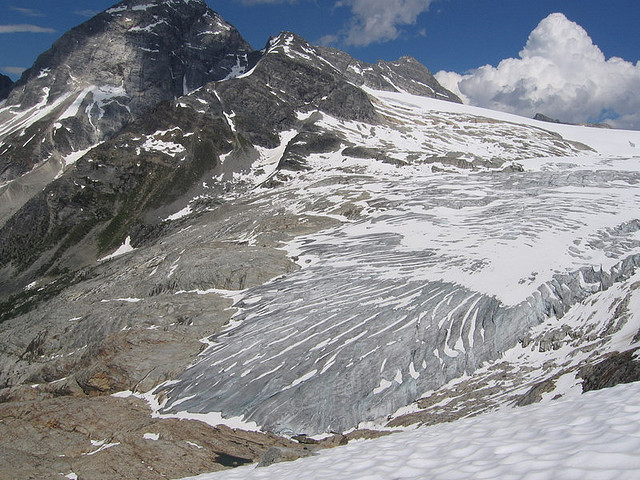
Le glacier Illecillewaet

Le parc possède environ 400 glaciers qui couvrent environ 10 % du territoire. La région entière fut recouverte par un inlandsis de plusieurs milliers de mètres lors de la glaciation du Wisconsin, qui a sculpté le paysage en y laissant plusieurs vallées en « U ». La fonte de cet inlandsis débuta il y a 10 000 à 15 000 ans, libérant de leur gangue de glace quelques nunataks tels que le mont Sir Donald, et abandonnant d'importants dépôts glaciaires dans le fond des vallées. Les glaciers atteignirent approximativement leur taille actuelle il y a 5 000 ans. Durant le petit âge glaciaire, ils progressèrent pour descendre jusqu'à une altitude de 1 400 mètres.
Lors de l'établissement du parc national, la proximité du glacier Illecillewaet avec la ligne de chemin de fer en fit rapidement l'un des principaux attrait de la région. Lors de sa seconde visite du parc en 1894, la peintre et naturaliste américaine Mary Vaux (1860–1940) remarqua que ce dernier avait reculé depuis sa visite précédente en 1887. Elle encouragea ses deux frères à repasser chaque année jusqu'en 1913, pour prendre des photos du glacier ; ils devinrent ainsi les premiers glaciologues d'Amérique du Nord. De fait, le glacier Illecillewaet est considéré comme celui du Canada sur l'évolution duquel on possède le plus de données. Leur étude montre qu'il a reculé de 1 110 mètres entre 1895 et 1995. Il a connu un retrait constant depuis les années 1880, avec une courte progression durant les années 1970.
En général, les glaciers du parc connurent un retrait entre 1880 et 1950 et une faible progression entre 1950 et 1978. Depuis 1978, ils sont considérés comme stables, à l'exception des glaciers de faible altitude, tels que les glaciers Deville et Illecillewaet, qui connaissent un déclin important.

### Climat
Le parc est situé dans la ceinture humide intérieure de la Colombie-Britannique. La chaîne Columbia est le premier obstacle aux masses d'air humide venant de l'océan Pacifique après la chaîne Côtière. Les masses sont déviées en altitude par la chaîne et déversent leur humidité dans les montagnes par un effet de foehn, surtout en hiver. La saison hivernale dans le col commence à la mi-octobre et dure jusqu'à la mi-juin. Les précipitations neigeuses moyennes sont de 9 mètres par an au niveau du col Rogers, mais elles peuvent aller jusqu'à 17 mètres,. La couverture neigeuse au sol atteint une épaisseur moyenne de 165 centimètres durant l'hiver, mais elle a déjà atteint une épaisseur de 245 centimètres. Quant aux précipitations totales, elles sont de 1 995 millimètres, contre 1 278 millimètres pour Revelstoke.
Le mois le plus froid est janvier avec une température moyenne de −9,7 °C. Le mois le plus chaud, juillet, a une température moyenne de 12,6 °C. Les températures sont de 5 à 10 °C plus froides qu'à Revelstoke, qui est située à une quarantaine de kilomètres à l'ouest.
| Mois                              | jan.  | fév.  | mars  | avril | mai  | juin | jui. | août | sep. | oct.  | nov.  | déc.  | année   |
| --------------------------------- | ----- | ----- | ----- | ----- | ---- | ---- | ---- | ---- | ---- | ----- | ----- | ----- | ------- |
| Température minimale moyenne (°C) | −12,1 | −9,6  | −6,5  | −2,8  | 0,2  | 3,9  | 5,9  | 5,8  | 2,3  | −1,4  | −6,8  | −11,6 | −2,7    |
| Température moyenne (°C)          | −9,7  | −6,6  | −2,5  | 1,9   | 5,6  | 9,9  | 12,8 | 12,6 | 7,9  | 1,8   | −4,9  | −9,4  | 1,6     |
| Température maximale moyenne (°C) | −7,3  | −3,6  | 1,6   | 6,6   | 11   | 15,9 | 19,6 | 19,4 | 13,3 | 5     | −2,9  | −7,2  | 5,9     |
| Précipitations (mm)               | 223,1 | 156,4 | 112,2 | 74,6  | 70,9 | 95,9 | 92,1 | 91,6 | 90   | 130,3 | 196,6 | 213,4 | 1 547,3 |
| dont neige (cm)                   | 216,9 | 151,8 | 95,2  | 41    | 8,5  | 0,2  | 0    | 0    | 2,1  | 44,7  | 165,3 | 206,8 | 932,5   |

## Milieu naturel
Selon la commission de coopération environnementale, le parc est situé dans l'écorégion de niveau III de la chaîne Columbia/Rocheuses du Nord des montagnes boisées du Nord-Ouest,. Le cadre écologique canadien le localise plutôt dans les Hautes terres du Columbia et chaîne Columbia. Il s'agit d'une série de chaînons et de sillons. Cette écorégion est caractéristique par ses écosystèmes complexes, étagés en fonction de l’altitude. Le couvert végétal du fond des vallées est composé de pruche de l'Ouest, de thuya géant, de douglas bleu, de pin argenté et de mélèze de l'Ouest. Pour ce qui est de l'étage subalpin, il est composé en majorité d'épinette d'Engelmann, de sapin subalpin et de pin tordu. Le World Wide Fund for Nature classe quant à lui le parc dans l'écorégion des forêts du Centre-Nord des Rocheuses.

### Flore

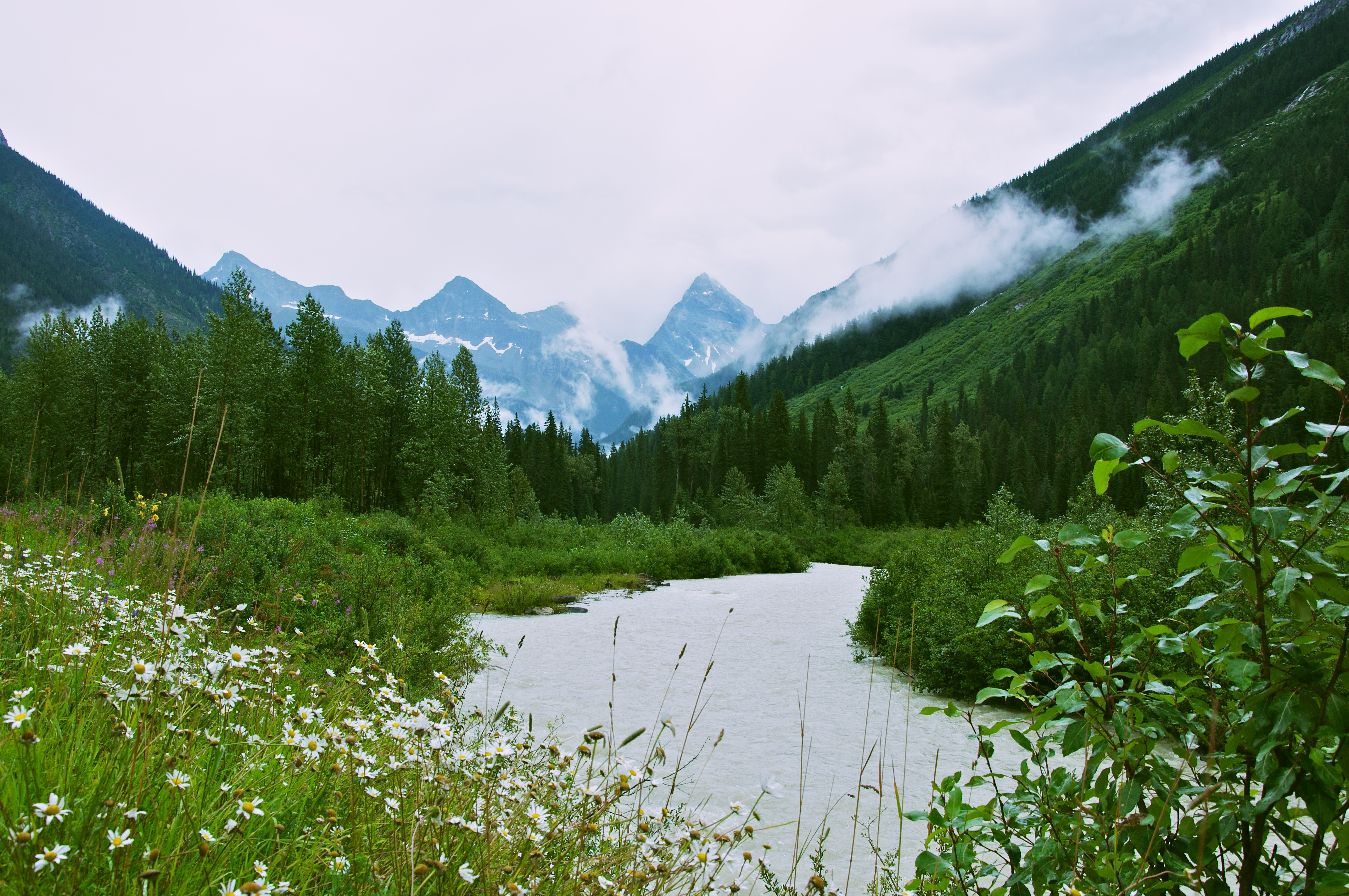
Vallée dans le parc

Les parcs des Glaciers et du Mont-Revelstoke comptent 546 espèces de plantes vasculaires, 36 espèces d'hépatiques, 130 espèces de mousses, 129 espèces de lichens et environ 1 000 espèces de champignons. La seule plante considérée comme en péril est le pin à écorce blanche (Pinus albicaulis).
Son écosystème comprend trois étagements. Les zones en dessous de 1 500 mètres d'altitude font partie de la forêt de thuyas et de pruches de l'intérieur. Cette forêt, qui va de la frontière américaine jusqu'au parc provincial Wells Gray, est considérée comme la seule forêt tempérée humide située à l'intérieur d'un continent. Elle est dominée par les thuyas géants (Thuja plicata), les pruches de l'Ouest (Tsuga heterophylla) et les pins argentés (Pinus monticola). Quant aux sous-bois, ils sont dominés par le bois piquant (Oplopanax horridus), l'if de l'Ouest (Taxus brevifolia), le raisin d'ours (Arctostaphylos uva-ursi) et de nombreuses espèces de fougères et de mousses.

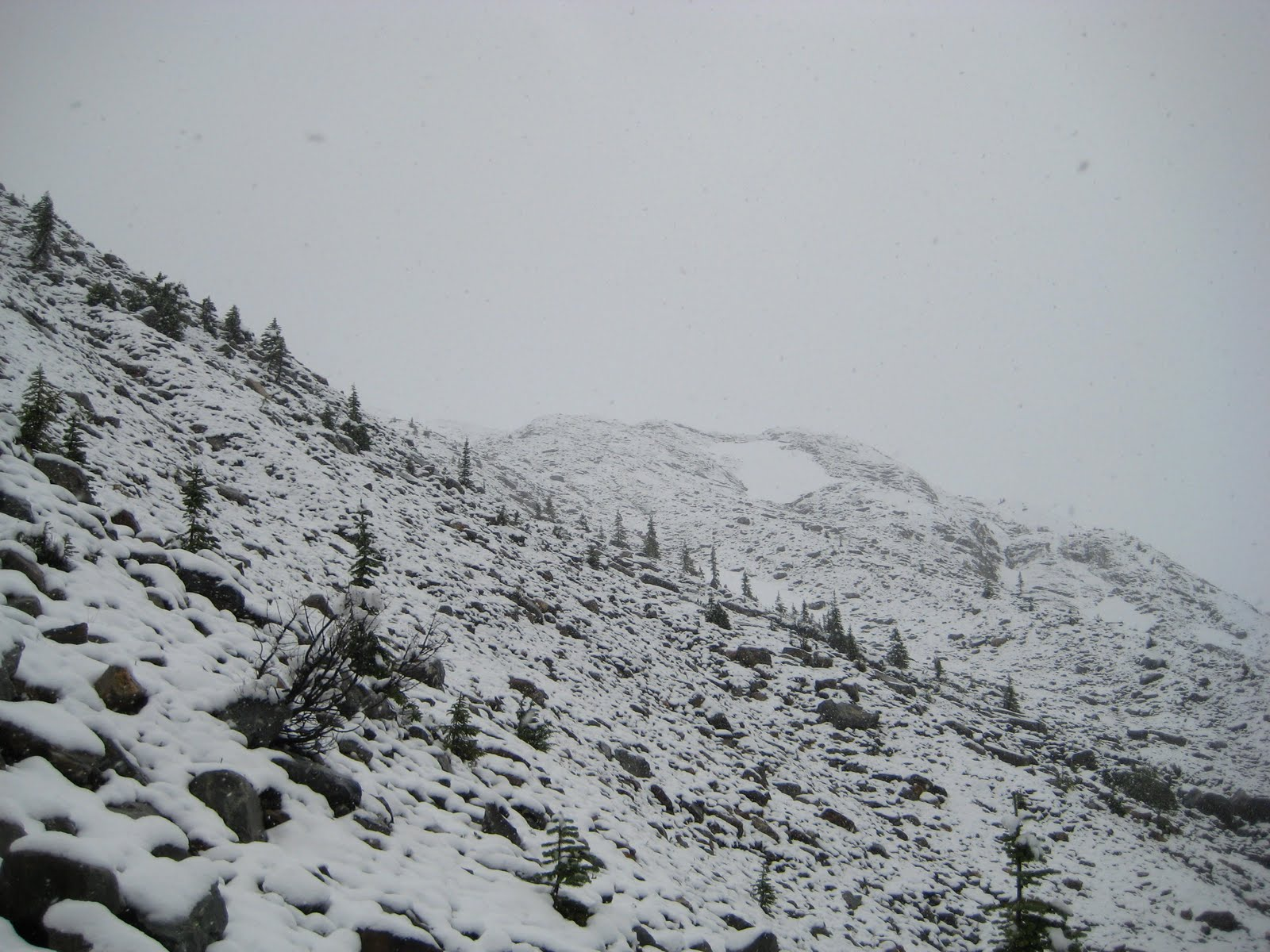
Forêt subalpine près du col Asulkan

L'étage subalpin inférieur débute à environ 1 500 mètres et s'étend jusqu'à 1 900 mètres. La forêt est alors dominée par les épinettes d'Engelmann (Picea engelmannii), les sapins subalpins (Abies lasiocarpa) et les pruches subalpines (Tsuga mertensiana). Entre 1 900 et 2 200 mètres, la forêt de l'étage subalpin supérieur est composée d'épinettes et de sapins rabougris et de prés de castilléjies (Castilleja sp.), d'érythrones à grandes fleurs (Erythronium grandiflorum), d'épilobes en épi (Chamerion angustifolium), de lupins (Lupinus sp.) et de mimule tacheté (Mimulus guttatus). L'étage alpin, qui débute à 2 200 mètres et couvre environ 50 % du parc, est dépourvu d'arbres. Il s'agit d'une toundra alpine composée de prés de bruyères et de carex.

### Faune
Glaciers et Mont-Revelstoke sont fréquentés par 53 espèces de mammifères. Les ongulés qui fréquentent le parc sont la chèvre de montagne (Oreamnos americanus) et le caribou des bois (Rangifer tarandus caribou) qui se trouvent dans les massifs montagneux et le cerf mulet (Odocoileus hemionus), le cerf de Virginie (Odocoileus virginianus), le wapiti (Cervus canadensis) et l'orignal (Alces americanus) dans la vallée de la rivière Beaver. Parmi les carnivores, on y retrouve le grizzli (Ursus arctos horribilis), l'ours noir (Ursus americanus), le loup gris (Canis lupus), le coyote (Canis latrans), le lynx du Canada (Lynx canadensis), le carcajou (Gulo gulo) et la belette à longue queue (Mustela frenata). Parmi les petits mammifères, on trouve le castor du Canada (Castor canadensis), le rat musqué (Ondatra zibethicus), le spermophile du Columbia (Spermophilus columbianus), le pika d'Amérique (Ochotona princeps), le lièvre d'Amérique (Lepus americanus) et le vespertilion nordique (Myotis septentrionalis),,. Les mammifères considérés comme en péril sont le grizzli, le carcajou et le caribou des bois.

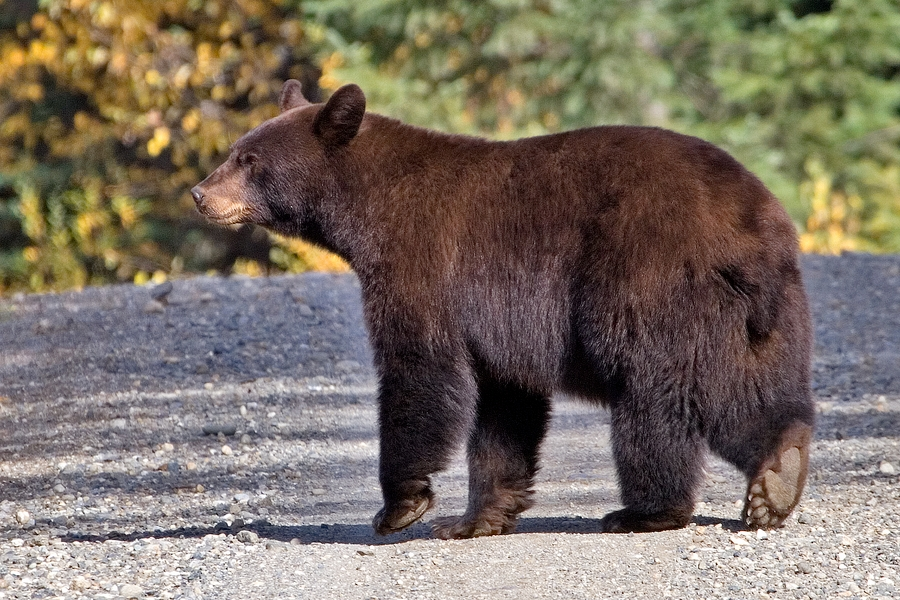
Ours noir
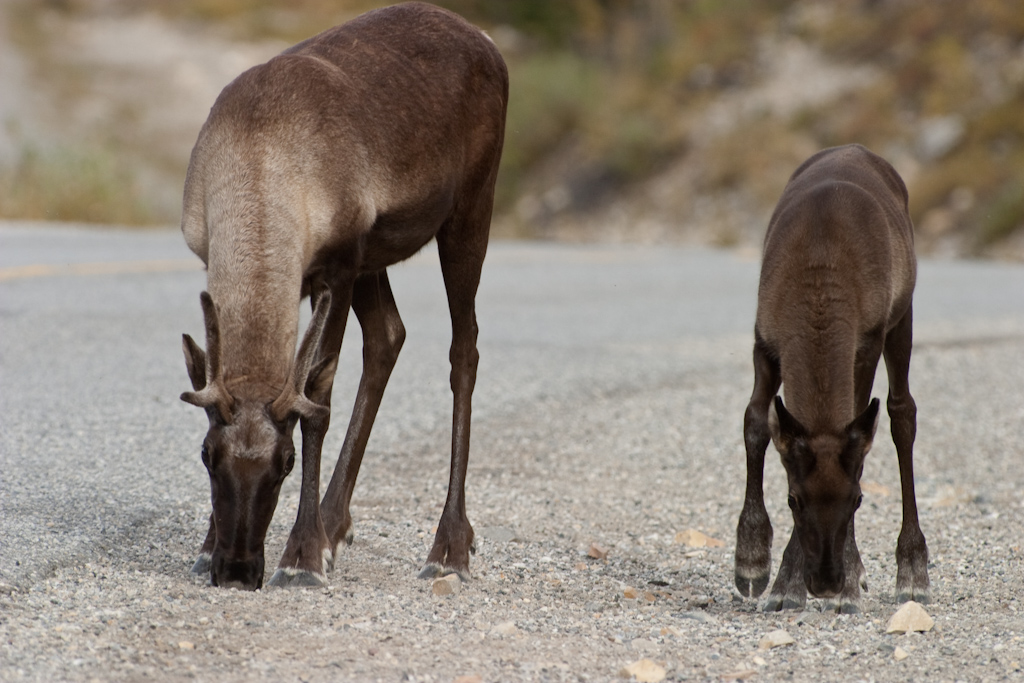
Caribou des bois
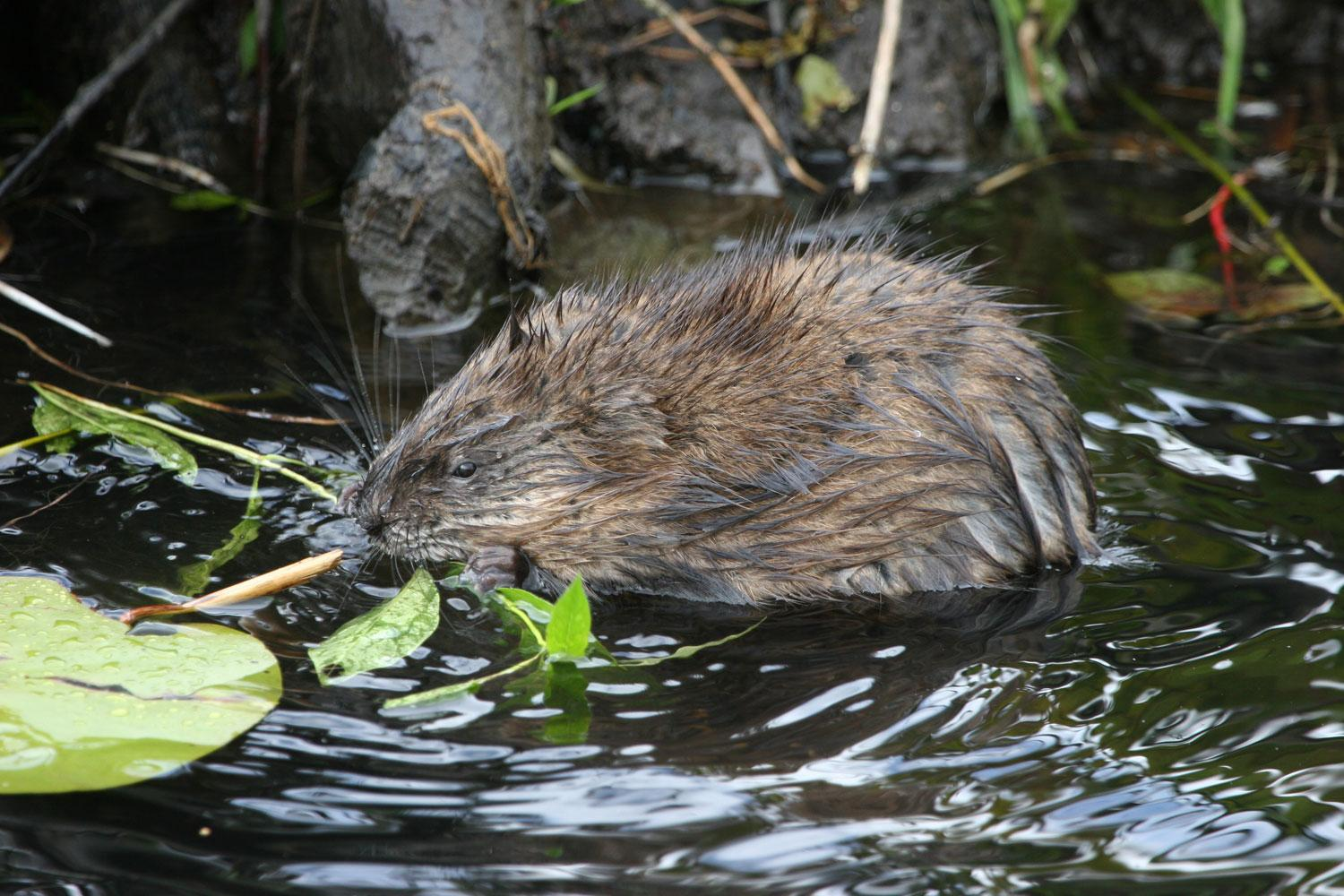
Rat musqué
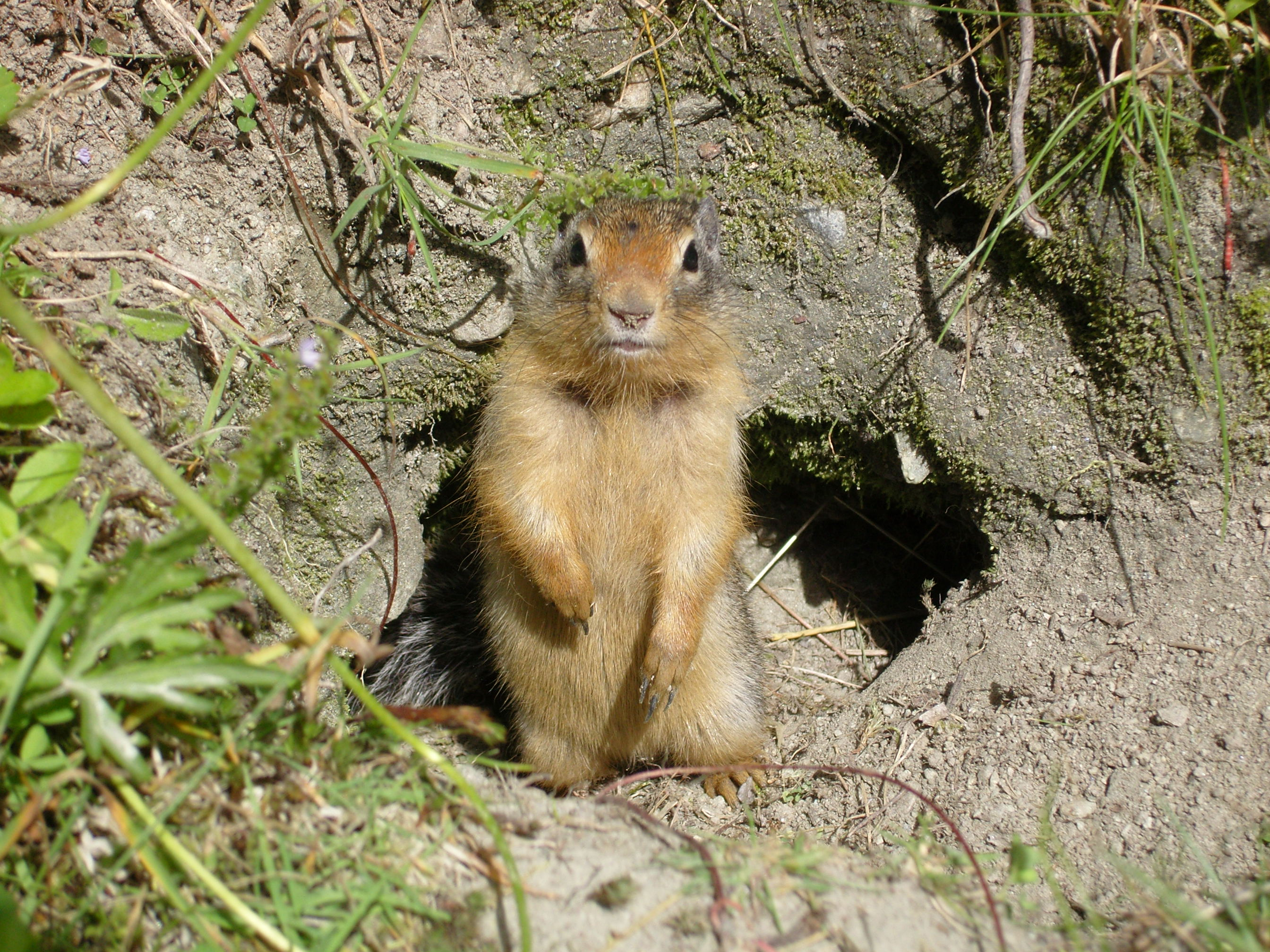
Spermophile du Columbia au col Rogers

Les recensements ont permis de dénombrer 185 espèces d'oiseaux. Parmi ceux-ci on retrouve le viréo aux yeux rouges (Vireo olivaceus), le grand corbeau (Corvus corax), le geai de Steller (Cyanocitta stelleri), le mésangeai du Canada (Perisoreus canadensis), le roitelet à couronne dorée (Regulus satrapa), le cincle d'Amérique (Cinclus mexicanus), le tarin des pins (Carduelis pinus), le bec-croisé des sapins (Loxia curvirostra) et le bec-croisé bifascié (Loxia leucoptera). Le moucherolle à côtés olive (Contopus cooperi) est la seule espèce considérée comme en péril.

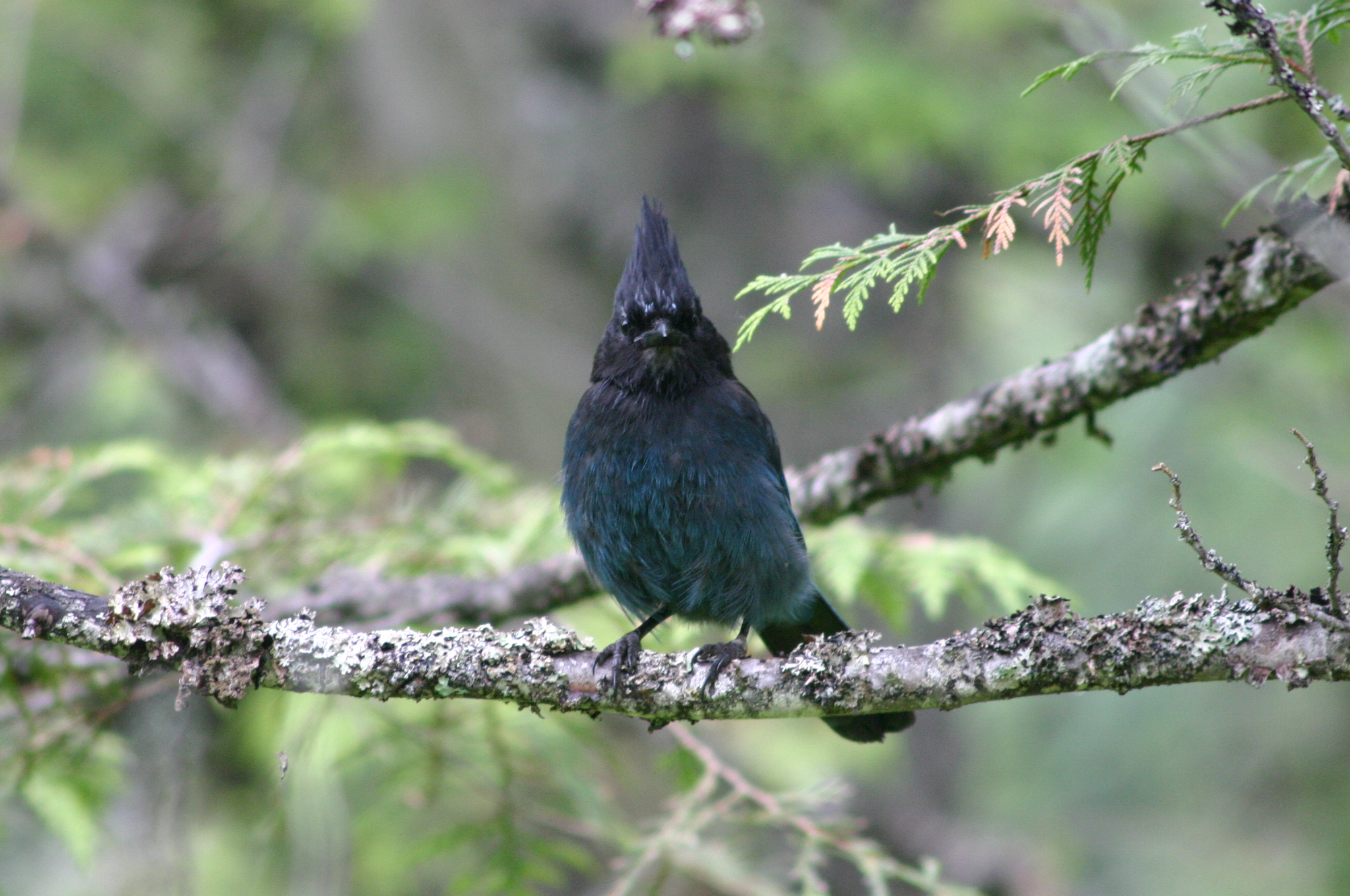
Geai de Steller
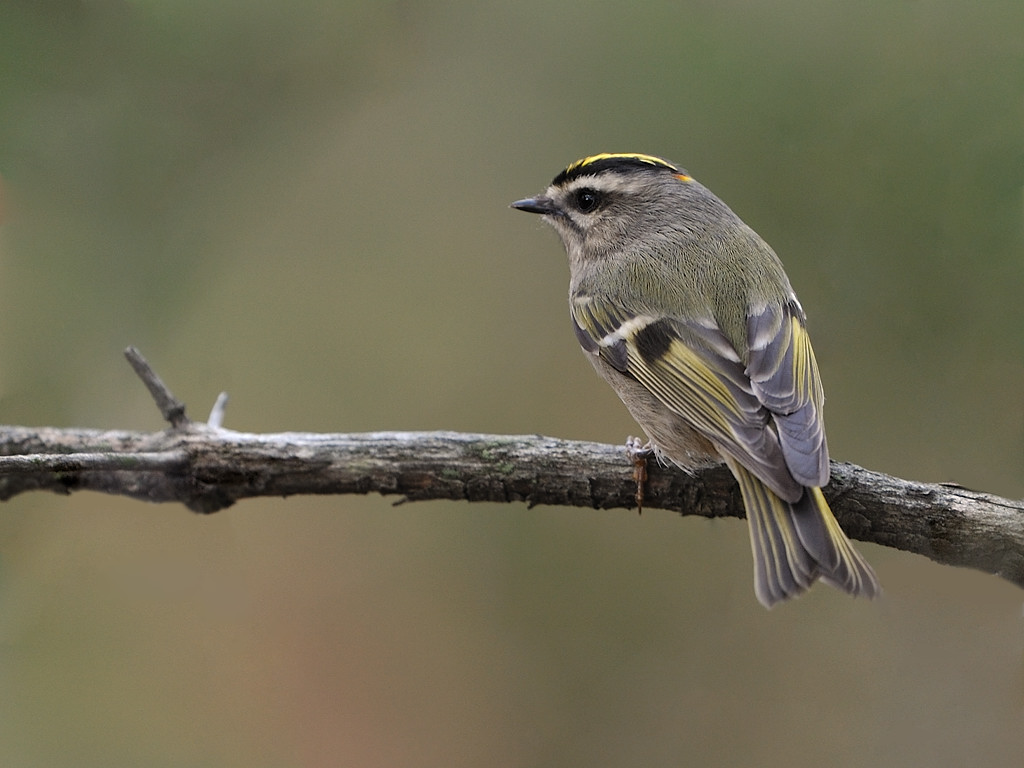
Roitelet à couronne dorée
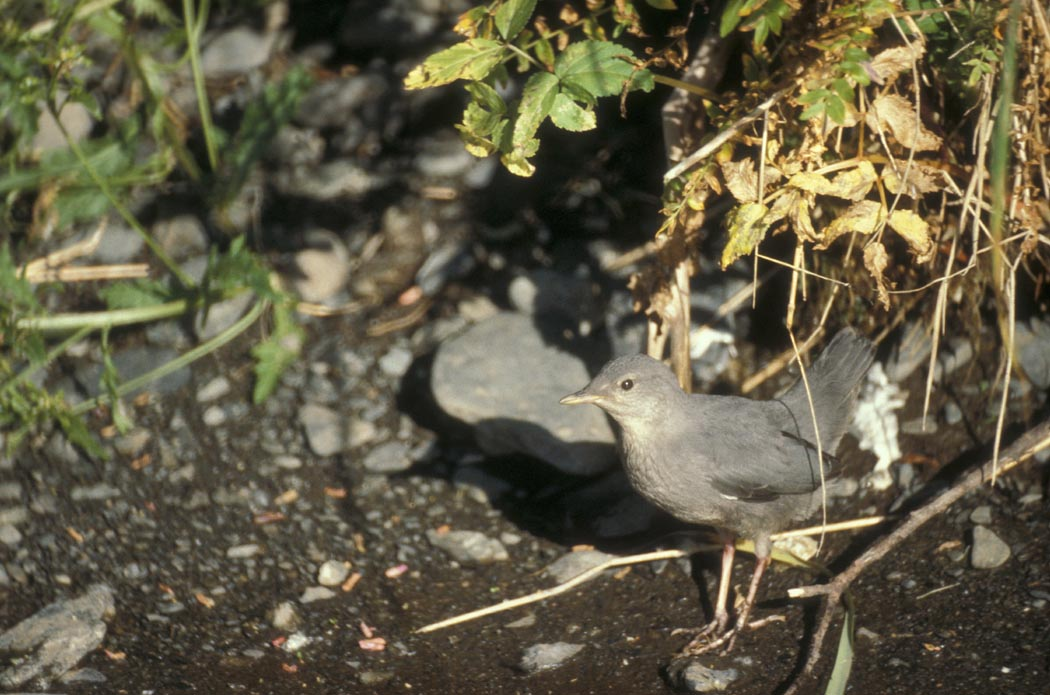
Cincle d'Amérique
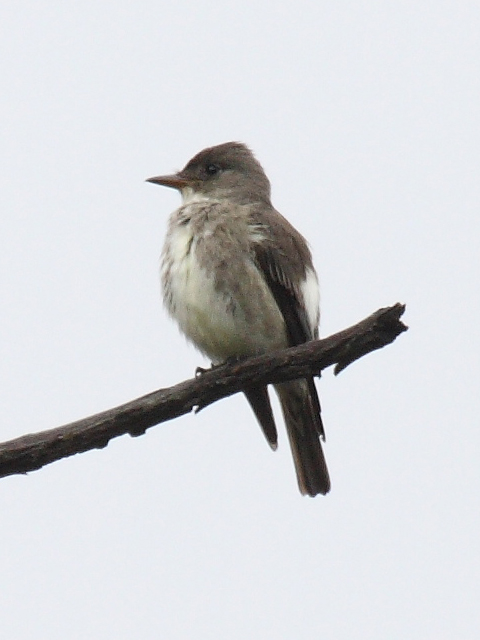
Moucherolle à côtés olive

Seules deux espèces de reptiles et quatre espèces d'amphibiens fréquentent le parc. De celles-ci, seul le crapaud de l'Ouest est facilement observable. Il n'y a que six espèces de poissons : la truite arc-en-ciel (Oncorhynchus mykiss), la truite fardée (Oncorhynchus clarkii), la Dolly Varden (salvelinus malma), le meunier rouge (Catostomus catostomus), le chabot visqueux (Cottus cognatus) et le ménomini des montagnes (Prosopium williamsoni). On y retrouve aussi une espèce introduite, l'omble de fontaine (Salvelinus fontinalis). Le crapaud de l'Ouest et la truite fardée sont les deux seules espèces de ces groupes considérées comme en péril.

## Histoire

### Préhistoire et découverte

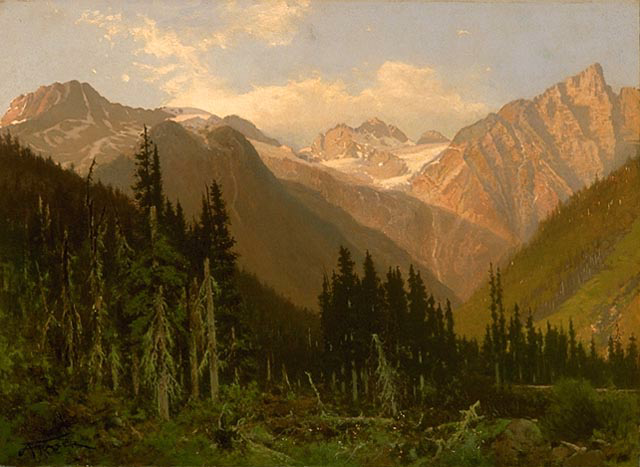
Au col Rogers (1886) par John Arthur Fraser

La région du fleuve Columbia et de la chaîne Columbia a été fréquentée par trois peuples amérindiens : les Shuswaps, les Kootenays et les Okanagans. Ceux-ci y pratiquaient principalement la chasse, la pêche et la cueillette. Il n'y a aucune preuve que la chaîne Selkirk ait été habitée, mais il est possible que la construction de la route et du chemin de fer ait détruit quelques sites archéologiques potentiels.
En 1871, dans le but d'annexer la Colombie-Britannique au reste du Canada, le Premier ministre canadien John A. Macdonald promit aux autorités de cette colonie de construire un chemin de fer qui les relierait au reste du pays en moins de dix ans. Durant la décennie qui suivit, de nombreux arpenteurs-géomètres parcoururent les prairies et la cordillère dans le but de trouver le meilleur tracé. Ils conclurent, après avoir arpenté 74 000 kilomètres, que la voie devrait passer par le col Tête-Jaune. Une entreprise privée, le Canadien Pacifique, fut déclarée maître d'œuvre du projet.
En 1881, la compagnie fit volte-face et décida de faire passer le chemin de fer par un itinéraire beaucoup plus au sud à travers le col du Cheval-qui-Rue. William Van Horne, le directeur de la compagnie, souhaitait établir une voie plus courte et plus directe vers l'ouest. On ne connaissait cependant aucun passage à travers la chaîne Selkirk, réputée impénétrable. Il chargea donc un arpenteur américain, Albert Bowman Rogers, de trouver un col à travers la chaîne. Celui-ci l'explora, avec un guide Shuswaps et son neveu, de la rivière Illecillewaet jusqu'au mont Sir Donald, où il crut apercevoir un col au nord. Il dut cependant rebrousser chemin par manque de vivres. En 1882, il remonta le cours de la rivière Beaver par deux fois pour découvrir finalement le col Rogers le 24 juillet 1882.

### Époque du chemin de fer

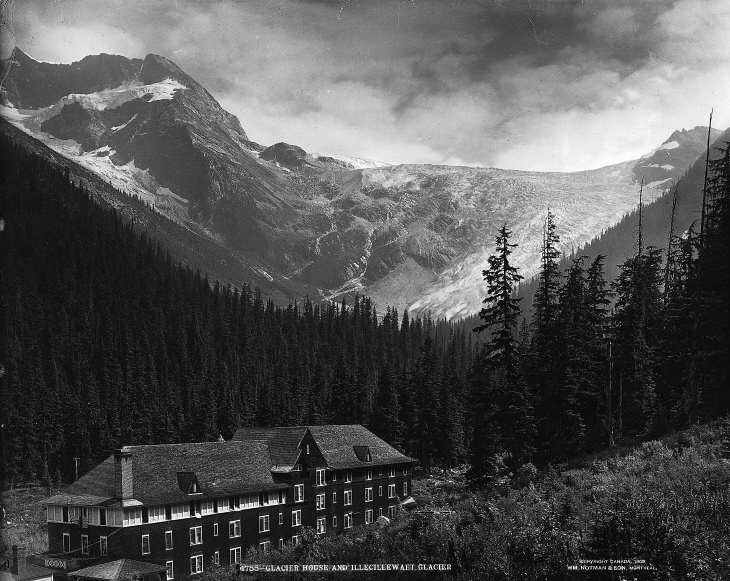
Glacier House en 1909

La construction de la ligne de chemin de fer à travers le col débuta en 1884 pour se terminer à Craigellachie en octobre 1885. Le premier train de passagers quitta Montréal le 26 juin 1886 pour atteindre Vancouver le 4 juillet. La ligne dut fermer plusieurs mois durant l'hiver suivant en raison des risques d'avalanches causés par une accumulation trop importante de neige. Le Canadien Pacifique remédia à ce problème en construisant 31 tunnels paravalanches mesurant au total 6,5 kilomètres.
Conscient du potentiel touristique des paysages, le président du Canadien Pacifique William Van Horne réussit à convaincre le gouvernement fédéral de créer des parcs nationaux le long de la ligne de chemin de fer, ce qui fut fait avec le parc national de Banff en 1885 et les parcs nationaux de Yoho et des Glaciers le 10 octobre 1886,. Celui-ci était constitué de deux petites réserves fédérales, l'une centrée sur le col Rogers et l'autre sur le glacier Illecillewaet. Ces réserves ont été fusionnées et agrandies dans les années suivantes pour atteindre la taille actuelle du parc. Contrairement à Banff, qui était sous gestion gouvernementale, Yoho et Glaciers étaient gérés par le Canadien Pacifique.
Pour attirer le tourisme dans le parc, le Canadien Pacifique fit construire à la fin de 1886 le Glacier House, un hôtel de luxe de 90 chambres. Ce dernier fut si populaire que la compagnie dut installer des wagons-lits pour pallier le manque d'espace. L'hôtel fut agrandi par deux fois en 1892 et en 1904. En plus de celui-ci, la compagnie construisit des sentiers, des chalets pour les alpinistes, des salons de thé, une allée de quilles, une tour d'observation, une écurie et aussi la seconde centrale hydroélectrique de la province,.

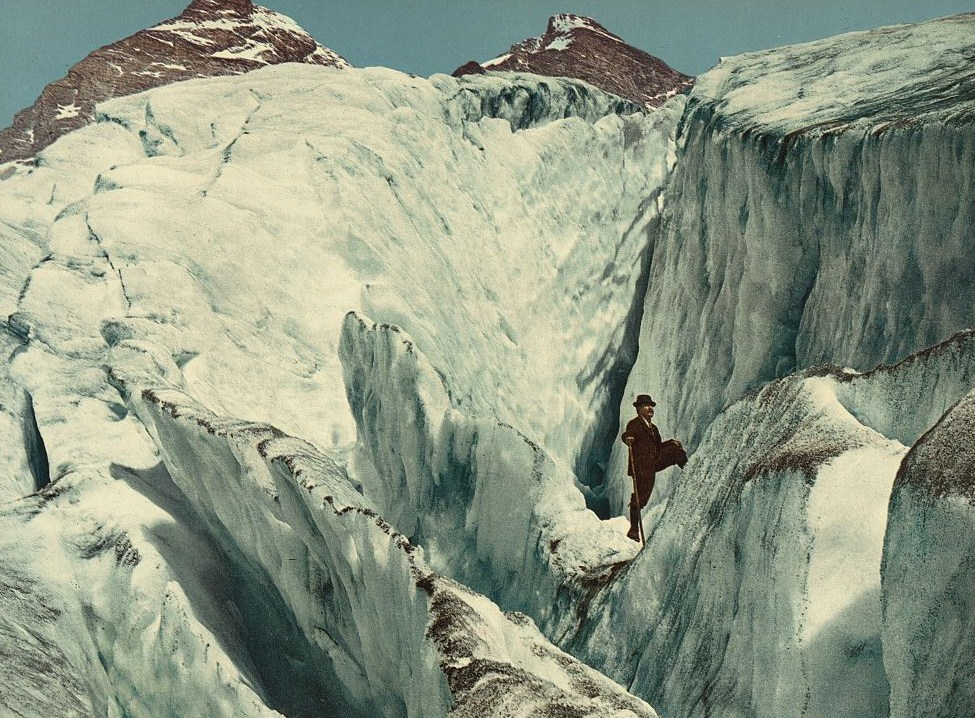
Crevasse dans le glacier Illecillewaet (1902)

En 1888, deux membres d'un club d'alpinisme britannique arrivèrent à Glacier House et grimpèrent jusqu'au sommet du mont Bonney. L'un d'eux, William Spotswood Green publia deux ans plus tard le récit de ses aventures, Among the Selkirk Glaciers, qui fit de la publicité inattendue au parc et attira des alpinistes du monde entier. Les historiens considèrent généralement cet évènement comme le début de l'alpinisme en Amérique du Nord. Pour faire face à cette affluence de touristes d'un nouveau genre, le Canadien Pacifique engagea des guides venus de Suisse pour permettre aux visiteurs de pratiquer leur activité sans danger. Ces guides eurent aussi une influence hors du parc en introduisant le ski alpin dans l'Ouest canadien.
En 1901 et 1902, la commission géologique du Canada, sous la direction de Arthur O. Wheeler, fit un relevé complet de la région. Elle rendit ses cartes publiques en 1905. En 1904, Charles Deutschmann, qui était trappeur et chercheur d'or, découvrit les cavernes Namiku dont le nom en langue shuswap signifie « les esprits qui grognent ». Le gouvernement le chargea de les aménager pour permettre aux visiteurs d'y accéder de façon sécurisée. Elles devinrent une attraction populaire jusque dans les années 1930, où elles durent fermer à cause de la crise économique.
En 1916, le tunnel Connaught fut inauguré pour remédier aux avalanches fréquentes dans le col Rogers et aux 200 morts que celles-ci avaient provoqué en une trentaine d'années. Ce contournement eut pour effet d'éloigner le chemin de fer de Glacier House. De plus, le recul du glacier Illecillewaet avait retiré à l'hôtel l'une de ses principales attractions. Il ferma en 1925 à la suite de la baisse de la clientèle et fut finalement démoli en 1929. En 1930, l'adoption de la loi sur les parcs nationaux interdit l'exploitation des ressources naturelles dans le parc.

### Époque moderne

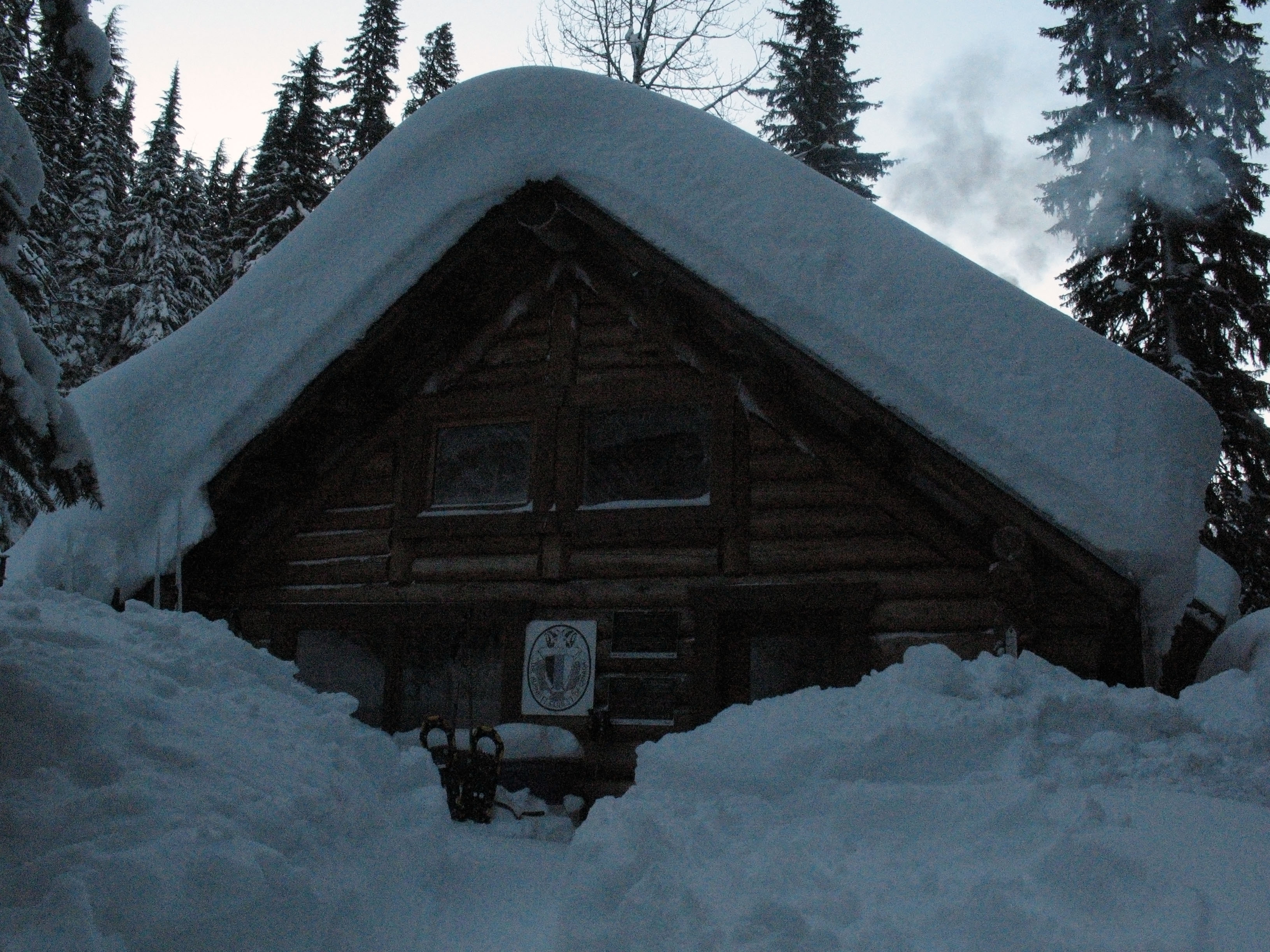
Refuge Arthur O. Wheeler en hiver

Durant les quarante années suivantes, le parc ne fut visité que par environ 1 000 alpinistes par an. Ceux-ci furent d'abord hébergés dans le magasin général près de la gare de Glacier, puis à partir de 1946 dans le refuge Arthur O. Wheeler au col Rogers. Les principaux changements du parc à cette époque furent l'aménagement des sentiers.
C'est à partir de 1950 que fut lancé le programme pour la construction de la route Transcanadienne. Ce programme visait la création d'une route traversant le pays d'est en ouest. La section de cette route traversant le parc fut construite entre 1956 et 1962. On aménagea pour les nouveaux touristes des terrains de campings, des aires de pique-nique, des belvédères le long de la route ainsi qu'une aire de service au col Rogers. La route Transcanadienne fut inaugurée au col Rogers le 30 juillet 1962 par le Premier ministre canadien John Diefenbaker,.
En 1971, le col Rogers fut reconnu comme lieu historique national en raison de son rôle dans la construction du chemin de fer du Canadien Pacifique. Un musée racontant l'histoire de celui-ci fut construit en 1984. Une nouvelle ligne de 34 kilomètres pour les trains arrivant de l'est fut construite durant les années 1980. Cette dernière fut inaugurée en 1988 ; elle comprend le tunnel du mont Macdonald qui, avec ses 14,7 kilomètres, est le plus long tunnel des Amériques. Le gouvernement fédéral a reconnu la gare de Glacier comme gare ferroviaire patrimoniale en 1992. Le refuge du Glacier Circle et le refuge Arthur O. Wheeler ont été reconnus comme édifice fédéral du patrimoine respectivement en 2000 et 2006,.

## Tourisme et administration

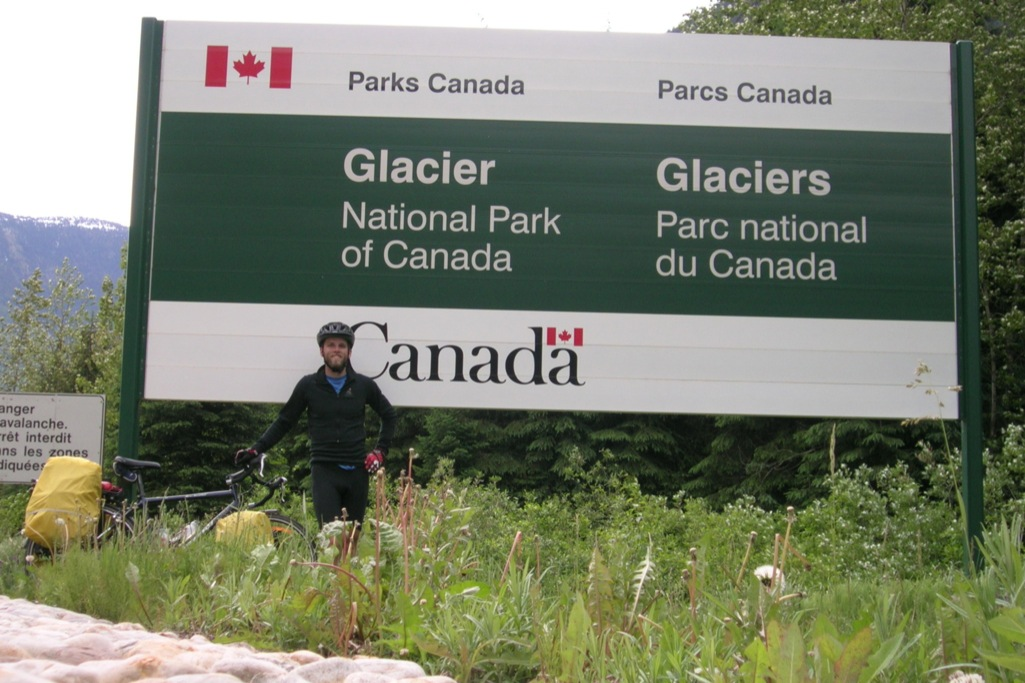
Entrée du parc national des Glaciers

Le parc est conjointement administré avec le parc national du Mont-Revelstoke, à partir de Revelstoke, par Parcs Canada, une agence du ministère de l'Environnement du Canada. Pour l'année financière 2011-2012, l'agence dispose d'un budget de 696 millions de dollars pour gérer 42 parcs nationaux, 956 lieux historiques nationaux — dont 167 gérés directement par l'agence — et quatre aires marines nationales de conservation.

### Fréquentation

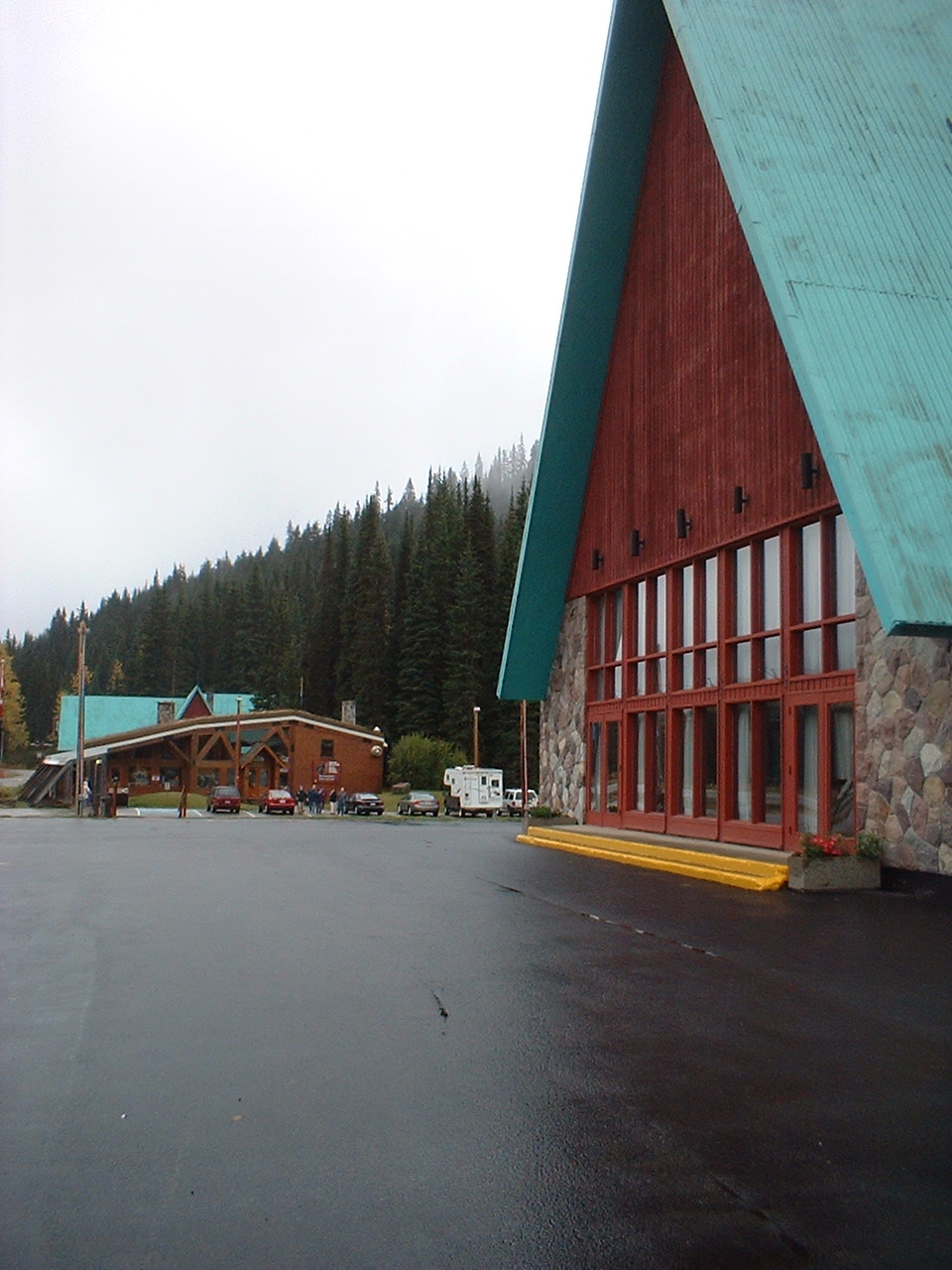
Hôtel et centre de découverte du col Rogers

Le parc a reçu, avec celui du Mont-Revelstoke, 637 488 visiteurs en 2011–2012, ce qui en fait le cinquième parc national et aire marine nationale de conservation le plus visité au Canada après Banff, Jasper, Saguenay–Saint-Laurent et Pacific Rim. L'arrière-pays du parc est visité par 60 000 personnes annuellement, dont 15 000 skieurs et planchistes.
Durant l'été, les visiteurs du parc se composent à 65 % d'étrangers provenant principalement des États-Unis, de l'Allemagne, de la Suisse et des Pays-Bas. 11 % des visiteurs proviennent de la Colombie-Britannique, 9 % de l'Alberta et 8 % des autres provinces. 75 % des visiteurs de l'Ouest canadien sont des visiteurs assidus tandis que la majorité des visiteurs provenant des autres destinations font leur première visite. En hiver, 31 % des visiteurs sont britanno-colombiens, 26 % sont des Américains, 24 % sont des Albertains et 11 % proviennent de l'outre-mer.

### Infrastructure
Le parc n'est accessible que par la route transcanadienne (route 1) à partir de Revelstoke à l'ouest et de Golden à l'est.
Une aire de service comprenant une station-service, un dépanneur (épicerie), des restaurants et un hôtel de 50 chambres est aussi installée près du col Rogers,. On retrouve aussi dans le parc trois terrains de camping aménagés offrant 95 emplacements. L'arrière-pays présente quatre refuges de montagne, ainsi que plusieurs sites de camping rustique,.
Le parc est parcouru par environ 130 kilomètres de sentiers pédestres dont certains ont plus de 1 000 mètres de dénivelé,. On peut y pratiquer aussi la spéléologie dans les cavernes Namiku, l'alpinisme et la pêche,,. Durant l'hiver, il est possible de faire du ski de fond. Enfin un musée situé près du col Rogers raconte l'histoire de ce dernier.